# Chinesische Mannschaftsmeisterschaft im Schach 2006
Die Chinesische Mannschaftsmeisterschaft im Schach 2006 (offizielle Bezeichnung: 2006 Torch Real Estate Chinese Chess League Division A) war die zweite Austragung dieses Wettbewerbes. Meister wurde der Titelverteidiger Beijing Patriots, in die Division B absteigen musste Zhejiang Wogan wines.
Zu den gemeldeten Mannschaftskadern siehe Mannschaftskader der Chinesischen Mannschaftsmeisterschaft im Schach 2006.

## Modus
Die zehn Mannschaften bestritten ein doppeltes Rundenturnier. Über die Platzierungen entschied zunächst die Anzahl der Mannschaftspunkte (zwei Punkte für einen Sieg, ein Punkt für ein Unentschieden, kein Punkt für eine Niederlage), anschließend die Anzahl der Brettpunkte (ein Punkt für einen Sieg, ein halber Punkt für ein Remis, kein Punkt für eine Niederlage).

## Termine und Spielorte
Die Wettkämpfe fanden statt vom 4. bis 6. sowie am 25. April, 13. und 20. Juni, 25. Juli, 22. August, 19. und 26. September, 24. und 31. Oktober, 7., 14. und 21. November sowie vom 19. bis 21. Dezember. Die ersten drei Runden wurden in Peking gespielt, die letzten drei Runden in Qingdao, die übrigen dezentral bei den beteiligten Mannschaften.

## Saisonverlauf
Als Titelkandidaten kristallisierten sich bald der Titelverteidiger Beijing Patriots und Shandong Torch Real Estate heraus. Nachdem Shandong im direkten Vergleich zweimal siegte, führte dieser die Tabelle nach der 13. Runde mit drei Punkten Vorsprung an, In den Runden 14 bis 17 gab Shandong jedoch fünf Punkte ab, so dass Beijing vor der Schlussrunde die Tabellenspitze übernahm und diese in der letzten Runde behauptete. Die Abstiegsfrage war schon vorzeitig entschieden, bereits zwei Runden vor Schluss stand Zhejiang Wogan wines als Absteiger fest.

## Abschlusstabelle
| Pl. | Verein                        | Sp | G  | U  | V  | MP    | Brett-P.  |
| --- | ----------------------------- | -- | -- | -- | -- | ----- | --------- |
| 01. | Beijing Patriots (M)          | 18 | 14 | 2  | 2  | 30:6  | 57,5:32,5 |
| 02. | Shandong Torch Real Estate    | 18 | 13 | 3  | 2  | 29:7  | 55,5:34,5 |
| 03. | Chongqing Mobile              | 18 | 7  | 7  | 4  | 21:15 | 48,0:42,0 |
| 04. | Guangdong                     | 18 | 7  | 5  | 6  | 19:17 | 48,0:42,0 |
| 05. | Jiangsu Netcom                | 18 | 5  | 8  | 5  | 18:18 | 47,0:43,0 |
| 06. | Hebei Tianwei School          | 18 | 7  | 4  | 7  | 18:18 | 45,0:45,0 |
| 07. | Shanghai Guan Sheng Yuan Intl | 18 | 2  | 12 | 4  | 16:20 | 44,5:45,5 |
| 08. | Tianjin Nankai University     | 18 | 2  | 9  | 7  | 13:23 | 39,0:51,0 |
| 09. | Wuxi Tiancheng Real Estate    | 18 | 4  | 3  | 11 | 11:25 | 36,0:54,0 |
| 10. | Zhejiang Wogan wines          | 18 | 0  | 5  | 13 | 5:31  | 29,5:60,5 |

## Entscheidungen
|     | Chinesischer Mannschaftsmeister: Beijing Patriots |
|     | Absteiger in die Division B: Zhejiang Wogan wines |
| (M) | Meister der letzten Saison                        |

## Kreuztabelle
| Ergebnisse | Ergebnisse                    | 01. | 01. | 02. | 02. | 03. | 03. | 04. | 04. | 05. | 05. | 06. | 06. | 07. | 07. | 08. | 08. | 09. | 09. | 10. | 10. |
| ---------- | ----------------------------- | --- | --- | --- | --- | --- | --- | --- | --- | --- | --- | --- | --- | --- | --- | --- | --- | --- | --- | --- | --- |
| 01.        | Beijing Patriots              |     |     | 2   | 2   | 3   | 3½  | 3   | 2½  | 3½  | 3   | 3   | 3   | 2½  | 3   | 3½  | 5   | 3½  | 4   | 4½  | 3   |
| 02.        | Shandong Torch Real Estate    | 3   | 3   |     |     | 2½  | 3   | 3½  | 3   | 2½  | 4   | 3½  | 3½  | 3   | 3   | 2½  | 2   | 3½  | 2   | 4½  | 3½  |
| 03.        | Chongqing Mobile              | 2   | 1½  | 2½  | 2   |     |     | 2½  | 3   | 3   | 2½  | 2½  | 2   | 2½  | 2½  | 4   | 2½  | 3   | 3   | 3½  | 3½  |
| 04.        | Guangdong                     | 2   | 2½  | 1½  | 2   | 2½  | 2   |     |     | 3   | 2½  | 3   | 2   | 3½  | 2½  | 2½  | 2   | 3   | 3½  | 4   | 4   |
| 05.        | Jiangsu Netcom                | 1½  | 2   | 2½  | 1   | 2   | 2½  | 2   | 2½  |     |     | 2½  | 3½  | 2½  | 2½  | 3   | 2½  | 4½  | 4   | 2½  | 3½  |
| 06.        | Hebei Tianwei School          | 2   | 2   | 1½  | 1½  | 2½  | 3   | 2   | 3   | 2½  | 1½  |     |     | 2   | 2½  | 3   | 2½  | 3½  | 3½  | 3½  | 3   |
| 07.        | Shanghai Guan Sheng Yuan Intl | 2½  | 2   | 2   | 2   | 2½  | 2½  | 1½  | 2½  | 2½  | 2½  | 3   | 2½  |     |     | 2½  | 2½  | 2½  | 2½  | 4   | 2½  |
| 08.        | Tianjin Nankai University     | 1½  | 0   | 2½  | 3   | 1   | 2½  | 2½  | 3   | 2   | 2½  | 2   | 2½  | 2½  | 2½  |     |     | 2   | 2   | 2½  | 2½  |
| 09.        | Wuxi Tiancheng Real Estate    | 1½  | 1   | 1½  | 3   | 2   | 2   | 2   | 1½  | ½   | 1   | 1½  | 1½  | 2½  | 2½  | 3   | 3   |     |     | 3½  | 2½  |
| 10.        | Zhejiang Wogan wines          | ½   | 2   | ½   | 1½  | 1½  | 1½  | 1   | 1   | 2½  | 1½  | 1½  | 2   | 1   | 2½  | 2½  | 2½  | 1½  | 2½  |     |     |

Anmerkung: An erster Stelle steht jeweils das Ergebnis des Hinspiels, an zweiter Stelle das des Rückspiels.

## Die Meistermannschaft
| 1.            | Beijing Patriots                                                            |
| Schachfiguren | Ye Jiangchuan, Wang Hao, Zhang Ziyang, Li Chao, Xie Jun, Wang Yu, Zhao Xue. |